# Zaleuc
Zaleuc (en grec antic: Ζάλευκος) fou un legislador grec.
Fou el legislador de la ciutat de Locres Epizefiris; la tradició el fa originalment un esclau utilitzat com a pastor; fou alliberat i esdevingué legislador per recomanació d'un oracle que deia que Atena li havia comunicat excel·lents llei en un somni. En canvi, Diodor de Sicília el descriu com persona de bona família i admirat de tothom per la seva ampla cultura; diu que fou deixeble de Pitàgores, però això seria un anacronisme. Suides diu que va néixer a Túrios. Timeu nega la seva existència. Eusebi li assigna com a data a l'entorn del 660 aC.
El codi de Zaleuc és considerat la primera col·lecció de lleis escrites dels grecs. Segons Èfor, les lleis de Zaleuc eren basades en les de Creta, Esparta i l'Areòpag. Les lleis eren severes però tot i així foren observades durant molt de temps pels locris, que per això tenien bona reputació de seguir les lleis. A l'Escolàstica de Píndar sobre Aristòtil s'indica que les lleis de Zaleuc foren introduïdes en un període de guerra civil i confusió. Una característica era la definició de les penes per cada violació de la llei, que era una novetat, ja que abans es feien segons costum. De les lleis conservades un parell podrien derivar de la seva legislació, però les referències que n'existeixen són sens dubte espúries. La pena d'adulteri hauria estat la pèrdua dels ulls. Diodor atribueix aquestes lleis a Carondes.
A Zaleuc s'atribueixen també algunes lleis sumptuàries entre les quals la d'utilitzar vi en estat pur. Suides diu que va morir combatent pel seu país.